# حسيس
الحسيس أو الرَّفيف (بالإنجليزية: Fremitus)‏ هو في الطب اهتزازات تنتقل خلال الجسم.
الحسيس اللمسي يشير إلى الاهتزازات التي يمكن الإحساس بها عند لمس الصدر، أما الحسيس الصوتي فهو الذي يمكن سماعه بواسطة السماعة الطبية. وهنالك أنواع أخرى من الحسيس.

## أنواع الحسيس التنفسي
- الحسيس الغطيطي (بالإنجليزية: Rhonchal fremitus)‏ أو الحسيس القصبي (بالإنجليزية: bronchial fremitus)‏ وهو اهتزازات تحدث في اثناء التنفس بسبب انسداد جزئي في الشعب الهوائية. هذا الانسداد قد يكون نتيجة للمخاط أو إفرازات أخرى أو أورام أو فرط التفاعلية القصبية.
- الحسيس الجنبي (بالإنجليزية: Pleural fremitus)‏ وهو اهتزازات تحدث في جدران الحلق نتيجة احتكاك بين أغشية الرئة.
- الحسيس الشخصاني (بالإنجليزية: Subjective fremitus)‏ وهو اهتزازات وهمهمة عندما يطبق المريض فمه.
- الحسيس اللمسي (بالإنجليزية: Tactile fremitus)‏ أو الحسيس الصدري وهو وهو اهتزاز يمكن الشعور به عند التصويت منخفض التردد.
- الحسيس السعالي (بالإنجليزية: Tussive fremitus)‏ هو أحد أنواع الحسيس، وهو اهتزازات يمكن الشعور بها عند السعال.

## أنواع أخرى
- الحسيس الكبدي (بالإنجليزية: Hepatic fremitus)‏ وهو اهتزازات يمكن الشعور بها من الكبد
- الحسيس العداري (بالإنجليزية: Hydatid fremitus)‏ وهو اهتزازات يمكن الشعور بها عند الشخص المصاب بداء المشوكات.
- الحسيس التاموري (بالإنجليزية: Pericardial fremitus)‏ وهو اهتزازات يمكن الشعور بها في الصدر نتيجة احتكاك سطح التامور على بعضه.
- الحسيس الاحتكاكي
- حسيس دواعم الأسنان (بالإنجليزية: Periodontal fremitus)‏ وهو اهتزازات تحدث في العظام السنخية نتيجة رضح إطباقي. يمكن الشعور بالحسيس عند وضع إصبع على عظم سنخي.[3]